# آيت الحاج إكوجيل (آيت حدو أو اسعيد)
آيت الحاج إكوجيل هو دُوَّار يقع بجماعة ولماس، إقليم الخميسات، جهة الرباط سلا القنيطرة في المملكة المغربية. ينتمي الدوّار لمشيخة آيت حدو أو اسعيد التي تضم 3 دواوير. يقدر عدد سكانه بـ 323 نسمة حسب الإحصاء الرسمي للسكان والسكنى لسنة 2004.

## وصلات خارجية
- البوابة الوطنية للجماعات الترابية
- المندوبية السامية للتخطيط